# Gary Dilley
Gary Dilley (n. 15 ianuarie 1945, Washington, D.C., District of Columbia, SUA) este un înotător american, medaliat olimpic. A participat la o ediție a Jocurilor Olimpice (1964) în care a câștigat două medalii de argint.